# Schistura fusinotata
Schistura fusinotata és una espècie de peix de la família dels balitòrids i de l'ordre dels cipriniformes.

## Morfologia
Els mascles poden assolir els 4,3 cm de longitud total.

## Distribució geogràfica
Es troba a Àsia: conca del riu Xe Kong.